# Saudi Oger
Saudi Oger este un grup de companii din Arabia Saudită, controlat de familia fostului premier libanez Rafic Hariri sub conducerea fiului acestuia, Saad.
Grupul este proprietarul operatorului Oger Telecom, cu 35 milioane de clienți în lume și venituri de aproape șapte miliarde dolari în anul 2006 și prezent în Arabia Saudită, Liban, Iordania, Africa de Sud, România și Turcia.
Compania deține în România compania Telemobil S.A., proprietarul operatorului de telefonie mobilă Zapp.
Saudi Oger mai deține un operator Zapp în Portugalia, lansat tot în anul 2001, odată cu operatorul român.
Până în luna ianuarie 2008, compania Telemobil a fost deținută de Qualcomm și Saudi Oger, iar în ianuarie 2008, Saudi Oger a cumpărat participația de 50% deținută de Qualcomm pentru o sumă estimată la 70 milioane Euro, deținând astfel 99,99% din Telemobil.